# Стърлинг (област)
Вижте пояснителната страница за други значения на Стърлинг.
Стърлинг (на английски: Stirling, на шотландски: Sruighlea) е една от 32-те области в Шотландия. Граничи с областите Аргил анд Бют, Източен Дънбартъншър, Западен Дънбартъншър, Клакмананшър, Пърт анд Кинрос и Фолкърк.